# Guvernul Manolache Costache Epureanu (Iași) - 2
Guvernul Manolache Costache Epureanu (Iași) - 2 a fost un consiliu de miniștri care a guvernat Principatul Moldovei în perioada 10 noiembrie 1859 - 3 aprilie 1860, după Mica Unire, dar înainte de unirea administrativă a Principatelor Române.

## Componență
- Președintele Consiliului de Miniștri

Manolache Costache Epureanu (10 noiembrie 1859 - 3 aprilie 1860)
- Ministrul de interne

Costache Rolla (10 noiembrie 1859 - 14 martie 1860)
ad-int. Manolache Costache Epureanu (14 martie - 3 aprilie 1860)
- Ministrul de externe

Grigore Balș (10 noiembrie 1859 - 14 martie 1860)
ad-int. Alexandru Teriachiu (14 martie - 3 aprilie 1860)
- Ministrul finanțelor

Manolache Costache Epureanu (10 noiembrie 1859 - 3 aprilie 1860)
- Ministrul justiției

Dimitrie Sc. Miclescu (10 noiembrie 1859 - 30 martie 1860)
ad-int. Gheorghe Apostoleanu (30 martie - 3 aprilie 1860)
- Ministrul cultelor

Alexandru Teriachiu (10 noiembrie 1859 - 3 aprilie 1860)
- Ministrul de război

Colonel Gheorghe Adrian (10 noiembrie 1859 - 3 aprilie 1860)
- Ministrul lucrărilor publice

Panait Donici (10 noiembrie 1859 - 3 aprilie 1860)

## Articole conexe
- Guvernul Manolache Costache Epureanu (Iași) - 1
- Guvernul Manolache Costache Epureanu (Iași) - 2
- Guvernul Manolache Costache Epureanu (1)
- Guvernul Manolache Costache Epureanu (2)

## Sursă
- Stelian Neagoe - "Istoria guvernelor României de la începuturi - 1859 până în zilele noastre - 1995" (Ed. Machiavelli, București, 1995)

| Precedat(ă) de: Guvernul Manolache Costache Epureanu (Iași) - 1 | Guvernul Manolache Costache Epureanu (Iași) - 2 10 noiembrie 1859 - 3 aprilie 1860 | Succedat(ă) de: Guvernul Mihail Kogălniceanu (Iași) |